# Teremtéstudomány
A teremtéstudomány, más néven tudományos kreacionizmus (angolul: creation science, scientific creationism) a kreacionizmus nevű vallási irányzaton belüli mozgalom, melynek célja általuk tudományosnak vélt módszerekkel cáfolni bizonyos elfogadott tudományos koncepciókat többek között a Föld korával, kozmológiával és az evolúciós biológiával kapcsolatban, s bizonyítani a bibliai Genezis szerinti teremtést. A tudományos közösség túlnyomó többsége vallási irányzatként, illetve áltudományként tekint rá, mivel nem felel meg a tudományosság kulcskritériumainak: nem követi a tudományos módszertant, hiányzik az empirikus alátámasztása, nem kínál kísérletileg ellenőrizhető hipotézist, s természeti jelenségek magyarázatára tudományosan ellenőrizhetetlen, természetfeletti eseményeket kínál.

## Története
A mozgalom kezdetei az 1960-as évekre tehetők, legaktívabb támogatói az Amerikai Egyesült Államok fundamentalista és konzervatív keresztény közösségeiből kerültek ki. A mozgalom célja a bibliai tévedhetetlenség bizonyítása és az evolúció elméletének cáfolata.
Az 1970-es évekig a tudományos kreacionizmus kevés figyelmet kapott az amerikai fundamentalista és evangéliumi keresztény közösségeken és iskolákon kívül. Az első teremtéstudománnyal kapcsolatos tananyagok központjában a Biblia szó szerinti értelmezésén alapuló koncepciók álltak, természetük nyíltan vallásos jellegű volt. Egyik legismertebb ezen koncepciók közül az özönvíz-geológiának nevezett nézet, mely a Genezisben leírt „Noé bárkájának történetét” igyekszik összhangba hozni a geológiai és fosszilis leletekkel. A teremtéstudomány tágabb nemzeti és nemzetközi figyelem középpontjába került, mikor követői kampányokat indítottak a közoktatásban evolúció oktatása ellen, s több iskolaszéket és törvényalkotót sikerült meggyőzniük, hogy a teremtéstudomány egyenlő bánásmódot érdemel az evolúcióval a természettudományos tantervben. Megjelentek új, módosított teremtéstudományi tankönyvek, melyekből már hiányoztak az explicit hivatkozások a bibliai és teológiai doktrínákra. A teremtéstudomány oktatását bevezették többek között Louisiana és Arkansas államokban. Az 1980-as évekre a tudományos kreacionizmus hatása világméretűvé vált.
A teremtéstudomány oktatása az Egyesült Államok közoktatásában 1987-ben gyakorlatilag véget ért, mikor a Legfelsőbb Bíróság az Edwards kontra Aguillard per ítélete kimondta, hogy a Louisiana állam iskoláiban tanított „teremtéstudomány” nem tudományos elmélet, oktatása pedig alkotmányellenes, mivel bizonyos vallási hit elősegítését célozta. Részben ennek tudható be, hogy az értelmes tervezettség mozgalma a nyolcvanas évek második felében kivált a kreacionista irányzatból. Ez az új mozgalom a teremtéstudomány számos gondolatát (pl. a Teremtés könyvének szó szerinti értelmezését) elveti, ugyanakkor fenntartja, hogy az élővilág és univerzum létrejöttéért egy külső tervező erő felel.

## Nézetei és érvrendszere
A teremtéstudomány alapvetései lényegében megegyeznek a fiatal Föld elméletével. Az elmélet követői szerint a Föld és a Világegyetem nem több 10000 évesnél (a pontos szám egyes csoportoknál eltérő lehet), melyet Isten a semmiből való teremtés (creatio ex nihilo) révén hozott létre.  Az emberiség és a Föld más élőlényei egyedülálló, változatlan baraminológiai „fajtaként” lettek teremtve.
A modern természettudományok megfigyelései és a kreacionizmus állításai közötti nyilvánvaló ellentétet miatt a kreacionisták gyakorlatilag az összes, a Világegyetem, a Föld, és az élővilág történetével foglalkozó tudományág eredményeit, következtetéseit elvetik, a tudomány képviselőit pedig igyekeznek dogmatikusnak, elvakultnak beállítani. Az elvetett elméleteket általuk tudományosnak tartott (valójában áltudományos vagy vallási) elméletekkel, magyarázatokkal próbálják kiváltani.
Bár a mikroevolúció létét sokan közülük elfogadhatónak tartják (betudva azt az élőlények plaszticitásának), a makroevolúciót és általában az evolúciós elméletet is elvetik. Érvelésük szerint az élet túl összetett ahhoz, hogy pusztán a véletlen folytán létrejöhessen. Mivel az egyes fajok egyedei nem képesek szaporodni egymással, így szerintük nem is állhatnak rokonságban egymással, vagyis elvetik az egyes fajok közötti leszármazási viszonyok létét.
A geológiai rétegekben található fosszíliákat egy világméretű özönvíz bizonyítékának tekintik. Elméletük szerint az özönvíz előtt az emberek és a dinoszauruszok is egyazon helyen és időben léteztek, ám az utóbbiak az özönvíz során kihaltak. A paleontológia magyarázatát, miszerint az egyes fosszíliák az élővilág korábbi formáját őrzik és leszármazási sorba rendezhetőek, a köztes formák hiánya miatt elvetik.
A radiometrikus kormeghatározást is alapjaiban kérdőjelezik meg. Egyes kreacionista kutatók arra jutottak, hogy a radioaktív izotópok bomlása akár 500 milliószor gyorsabban is végbemehet, mint azt a radiometrikus kormeghatározásnál feltételezik. A kutatás módszertana és az eredményeikből levont következtetések azonban nem felelnek meg tudományosság kritériumainak.

## Elterjedtsége

### Az USA-ban
Az Egyesült Államokban az utóbbi években csökkent a kreacionista nézeteket vallók aránya. Míg 2014-ben a Gallup felmérése szerint még a válaszadók 41%-a vetette el az evolúciót, a 2017-ben ezt az arányt a Gallup már csak 38%-ra mérte, a Pew Research szintén 2017-es felmérésében pedig már csak 34% volt az arányuk. Ez az elmúlt 35 év legalacsonyabb értéke.

### Európában
A kreacionista nézetek európai elterjedtségére vonatkozóan nem állnak rendelkezésre rendszeres felmérések, ugyanakkor néhány országra rendelkezünk elérhető adatokkal. Egy 2006-ban készült felmérés szerint az Egyesült Királyságban a megkérdezettek 22%-a vallotta magát kreacionistának, 17% pedig elfogadta az intelligens tervezés elméletét. Ugyanakkor a brit kormány döntése értelmében az állami iskolákban 2012 óta tilos a kreacionista nézetek oktatása. A felmérések szerint Európában elsősorban keresztény és muszlim fundamentalista csoportok tagjai vallják magukat kreacionistának. A katolikus többségű országokban ugyanakkor a kreacionisták aránya vélhetően jóval alacsonyabb, mivel a katolikus egyház elfogadja az evolúció elméletét
Az Európa Tanács 2007-ben kiadott A kreacionizmus veszélyei a közoktatásban címmel megjelent jelentése egyértelműen a kreacionizmus oktatása ellen érvel.
Magyarországon a Pew Research 2017-es kérdőíves felmérése alapján a válaszadók 21%-a vall kreacionista nézeteket

## Kritika

### Vallásos kritika
Mind a kreacionizmust, mind a teremtéstudományt több nagy keresztény egyház (köztük a római katolikus egyház és az evangélikus egyházakat tömörítő Lutheránus Világszövetség is elítéli vagy kritikusan kezeli. A második vatikáni zsinat határozottan a Teremtés könyvének (és Biblia egészének) szó szerinti értelmezése ellen foglalt állást, teret adva a világ természettudományos értelmezésének. Ezt követően II. János Pál, XVI. Benedek, és Ferenc pápa is egyértelműen kijelentették, hogy az ember és az élővilág kialakulásának magyarázatára az evolúciót tartják elfogadható elméletnek.

### Tudományos kritika
A teremtéstudomány által a természettudományok elméleteivel szemben felhozott érvek jó része az elméletek, illetve magának a tudományos módszertannak a hiányos ismeretéről tanúskodnak. Ilyen például az evolúcióval szemben gyakran felhozott érv, miszerint az is csak egy elmélet, amit nem bizonyít semmi, és mely mellett más, alternatív elméleteknek is ugyanakkora súllyal kellene szerepelniük pl. az oktatásban. Ez az érv mind a természettudományos elmélet, mind a bizonyítás fogalmát  tévesen használja. A bizonyítás a tudományban ugyanis nem logikai értelemben vett igazolást jelent, hanem kellő mennyiségű, egy adott hipotézist (feltevést) alátámasztó bizonyíték meglétét, és a hipotézist cáfoló megfigyelések hiányát. Elmélet alatt pedig a tudományban éppen ilyen, bizonyítékokkal kellőképpen alátámasztatott, és így igaznak elfogadott magyarázatot értünk.
Gyakori érvelési hiba teremtéstudománnyal foglalkozó szerzőknél, hogy a tudományos bizonyíték hiányát egy-egy jelenségre (pl. köztes fosszíliák) automatikusan a teremtés bizonyítékának tekintik, amely azonban logikailag nem állja meg a helyét.
A teremtéstudomány kritikusai emellett kiemelik, hogy az alkalmazott érvrendszer nem felel meg a tudományosság kulcskritériumainak, mivel hiányzik az empirikus alátámasztása, nem kínál kísérletileg ellenőrizhető hipotézist, s természeti jelenségek magyarázatára tudományosan ellenőrizhetetlen, természetfeletti eseményeket kínál. Mivel a teremtéstudomány deduktívan érvel, így a természettudományokkal ellentétben nem képes és nem is törekszik önkorrekcióra és fejlődésre (hiszen az igazságnak – a világ teremtés révén jött létre – már eleve birtokában van). A tudományos közösség túlnyomó többsége ezért áltudománynak vagy vallásnak tartja teremtéstudományt.